# Носаль, Михаил Андреевич
Михаил Андреевич Носаль (укр. Михайло Андрійович Носаль; 12 апреля 1886, неподалёку от Люблина, Царство Польское, Российская империя — 1950, с. Тютьковичи, Ровненская область, УССР, СССР) — фитотерапевт, растениевод. Почётный гражданин Ровно.

## Биография
Родился в украинской семье. Окончил духовное училище, семинарию, служил священником на Холмщине, Могилёвщине, Волыни. Михаил Андреевич увлекался растениеводством, знал латынь, польский, немецкий, французский языки, имел большую библиотеку, в которой были собраны книги по химии, фармации, физиологии человека.
В 1926 году травник Михаил Носаль был участником земледельческой выставки в Познани, где он был награждён серебряной медалью. Со временем он получил похвальное письмо от министра сельского хозяйства Польши за участие в промышленно-полеводческой выставке во Владимире-Волынском в разделе «Плантации лекарственных растений».
В 1929—1935 годах — священник в Дубно, настоятель Свято-Ильинского собора. С 1935 года — в Ровно, священник Свято-Успенской церкви. 
В 1942 году Михаил Андреевич писал: 

С первых сознательных дней своей жизни я занимаюсь сборкой зелий лечебных и внимательно слежу за тем, какое влияние на организм человека имеет отдельное лекарственное растение. Вся моя священническая практика проходила по селам… Когда село расположено за 50 километров от города, а до волостного фельдшера 24—30 вёрст, то в тяжёлых недугах при беспросветном болоте и весеннем половодье за что возьмёшься как не за лекарственные растения… Я бесконечное число раз видел, как деятельная их сила вырывала людей из рук смерти. В лечении растениями за свою жизнь приобрёл много практического опыта, и о лекарственных снадобьях имею такое знание, как и в пастырской практике. Чтобы «не забирать» с собой всего того, что знаю о лекарственных снадобьях, с одной стороны, а с другой, чтобы это святое знание сделать наследием всего народа, я написал книгу о лекарственных растениях. Она носит название «Волынские сокровища — растения лекарственные (сбор, сушка, хранение и применение в медицине научной и народной). Учебник для народа».
Оригинальный текст (укр.) Із перших свідомих днів свого життя я займаюся збіркою зіль лічничих і уважно стежу за тим, який вплив на організм людини має окрема лікарська рослина. Уся моя священича практика проходила по селах... Коли село положено на 50 кілометрів від міста, а до волосного фельдшера 24–30 верстов, то в тяжких недугах при невилазному болоті та весняній розторопі за що візьмешся як не за лікарські рослини... Я безкінечне число разів бачив, як діяльна їх сила виривала людей із рук смерті. У лікуванні рослинами за своє життя придбав багато практичного досвіду, і про лікарські зілля маю таке знання, як і в пастирській практиці. Щоб «не забирати» з собою усього того, що знаю про лікарські зілля, з однієї сторони, а з другої, щоб це святе знання учинити насліддям усього народу, я написав книгу про лікарські рослини. Вона носить титул: «Волинські скарби — рослини лікарські (збір, сушка, переховування та застосування в медицині науковій та народній). Підручник для народу.

Но только после Второй мировой войны, в 1958 году, увидела свет книга «Лекарственные растения и способы их применения в народе», авторами которой стали сам Михаил Андреевич и его сын — Иван Михайлович Носаль.

## Память
В 2001 году в городе Ровно во дворе Свято-Успенской церкви, где Михаил Носаль служил протоиереем последних 15 лет своей жизни, рядом с колокольней в его честь был установлен памятный знак.